# امپراتریس میشو
امپراتریس میشو (به ژاپنی: 明正天皇 Meishō)؛ (زاده ۹ ژانویه ۱۶۲۴ درگذشته ۱۶۹۶ میلادی) صد و نهمین امپراتور ژاپن در دوره شوگون‌سالاری توکوگاوا، در تاریخ ژاپن بود.

## امپراتور زن
او هفتمین زن از زنانی بود که به عنوان ملکه سلطنتی حکومت کردند. شش زنی که قبل از او حکومت کردند عبارتند از (a) امپراتریس سویکو، (b)امپراتریس کوگیوکو (c)امپراتریس جیتو، (d) امپراتریس گنمی، (e)امپراتریس گنشو و (f) امپراتریس کوکن. تنها زنی که بعد از او حکمرانی کرد امپراتریس گو-ساکوراماچی بود.
پس از کناره‌گیری او از سلطنت برادر کوچکترش امپراتور گو-کومیو (زاده ۱۶۳۳ - درگذشته ۱۶۵۴) به سلطنت رسید.